# 5812 Jayewinkler
Az 5812 Jayewinkler (ideiglenes jelöléssel 1988 PJ1) a Naprendszer kisbolygóövében található aszteroida. A. Noymer fedezte fel 1988. augusztus 11-én.